# ウィリアム・タフト3世
ウィリアム・ハワード・タフト3世（William Howard Taft III, 1915年8月7日 - 1991年2月23日）は、アメリカ合衆国の外交官。

## 生涯
1915年8月7日、タフトはメイン州 バー・ハーバー(メイン州)において、ロバート・タフトとマーサ・ウェートン・ホイートン・バウアーズ (Martha Wheaton Bowers, 1891年-1958年) の息子として誕生した。
タフトは1953年から1957年まで駐アイルランド大使を務めた。タフトはまた、1980年代後半まで、ワシントンD.C.のメトロポリタン・クラブに所属した。
1991年2月23日、タフトはワシントンD.C.で死去した。

## 家族
1942年6月27日、タフトはミズーリ州グランドラピッズにおいて、バーバラ・ホルト・ブラッドフィールド (Barbara Hoult Bradfield, 1920年-) と結婚した。2人の間にはウィリアム・タフト4世ら4人の子供が生まれた。